# PA-CO-BANK
Bank Spółdzielczy Towarzystwo Oszczędnościowo-Pożyczkowe PA-CO-BANK Pabianice – dawny bank spółdzielczy działający w Pabianicach i okolicach w latach 1991–2021, kiedy został wchłonięty przez Bank Spółdzielczy Ziemi Kaliskiej.

## Historia

### Działalność bankowa w Pabianicach przed 1991
Towarzystwo Oszczędnościowo-Pożyczkowe oficjalnie powstało w Pabianicach 5 marca 1902 na pierwszym zebraniu członków banku. Założycielami w 1901 byli Walery Kamieński, Bolesław Kistelski, Jan Pasierbiński. Dziesięć lat później w latach 1910–1912 przy ul. Pułaskiego (dawna Długa) zarząd banku kupił działkę i zbudował budynek, który stał się siedzibą banku do jego wchłonięcia przez Bank Spółdzielczy Ziemi Kaliskiej w 2021. W 1922 na podstawie ustawy o spółdzielniach zmienił nazwę na Bank Ludowy i przyjął nowy statut.

### PA-CO-BANK
Obecną formę bank przyjął w 1991. 10 września 1997 roku otworzył oddział w Dłutowie a 1 lipca 1998 r. przyłączono Bank Spółdzielczy w Dobroniu. 1 stycznia 1999 roku doszło do fuzji z Bankiem Spółdzielczym w Koluszkach. Był zrzeszony z Mazowieckim Bankiem Regionalnym S.A. w Warszawie do 2011, kiedy MBR został wchłonięty przez SGB-Bank.
W 2014 prezesem została Anita Błochowiak, która zastąpiła na stanowisku swojego ojca Jerzego Błochowiaka, sprawującego tę funkcję nieprzerwanie od 1996.
W maju 2021 został wchłonięty przez Bank Spółdzielczy Ziemi Kaliskiej.

## Nagrody i wyróżnienia
Krajowy Związek Banków Spółdzielczych w 2000 roku wyróżnił PA-CO-BANK za wysokie wyniki ekonomiczno-finansowe. W tym samym roku miesięcznik „Bank” przyznał tytuł „Wyróżniający się Bank Spółdzielczy”. W Ogólnopolskim Programie Liderzy Społecznej Odpowiedzialności 20 stycznia 2009 bank otrzymał tytuł Lidera Społecznej Odpowiedzialności oraz certyfikat „DOBRA FIRMA 2008”.